# Дејан Завец
Дејан Завец (рођен 13. марта 1976) је словеначки је бивши професионални боксер који се такмичио од 2003. до 2015. Држао је ИБФ (Интернационална боксерска федерација) титулу у полутешкој категорији од 2009. до 2011. године, а једном је освојио и титулу ВБА у средњој категорији 2015. Завец је једини словеначки боксер који је имао светску титулу, а 2010. године проглашен је словеначким спортистом године.

## Детињство и младост
Дејан Завец рођен је у Трдобојцима, у Словенији, тадашњој Југославији. Младост је провео у Габрнику на Словенским брдима (словенски: Slovenske gorice) и на Птују. Интересовање за бокс развио је рано. Као тинејџер придружио се боксерском клубу у Марибору. Касније је боравио у Габрнику и граду Магдебургу, Саксонији-Анхалт, Немачка.
2006. године дипломирао је на Факултету за физичко васпитање у Новом Саду, Србија.

## Бокс

### Рана каријера
Завец је почео боксати са 16 година. Као аматер учествовао је на светским првенствима 1995, 1997 и 1999.
Завец је постао професионалац 2003. године, победивши у својих првих 26 борби. Почетком каријере Завец је на кратко потписао уговор са Дон Кингом, али се вратио у Европу након што легендарни промотор није успео да му обезбеди борбу. Настављајући своју каријеру у Немачкој са СЕС боксом, Завец је освојио низ регионалних титула, укључујући ВБО и ИБФ међуконтиненталну и немачку (БДБ) титулу у полутешкој категорији.
2008. године Завец је отпутовао у Пољску да би се састао са Rafal Jackiewicz за ЕБУ европску титулу у полутешкој категорији. После дванаест рунди, најављена је контроверзна  одлука о победи у корист пољског борца. Борба је била први професионални пораз Завца.

### ИБФ шампион у полутешкој категорији
Завец је 11. децембра 2009. освојио ИБФ титулу у полутешкој категорији против Јужноафриканца Isaac Hlatshwayo. Овом победом Завец је постао први словеначки боксерски светски првак.
Завец је први пут одбранио ИБФ титулу у полутешкој категорији против Rodolfа Martínezа у Љубљани, наступајући у дворани Тиволи. Победио је техничким нокаутом у дванаестој рунди када је судија прекинуо борбу.
Завец је 4. септембра 2010. године у Арени Стожице у Љубљани други пут одбранио ИБФ титулу у полутешкој категорији против обавезног изазивача Rafał Jackiewicz. Победивши Rafał Jackiewicz, Завец се осветио ономе што је у то време био његов једини губитак у каријери.

Очекивало се да се Завец суочи са победником Randall Bailey-Said Ouali ИБФ-а, елиминатора титуле који се одржао 10. децембра 2010, али је за борбу одлучено да се не такмичи. Без утврђеног обавезног противника, Завец се одлучио за необавезујућу одбрану у Љубљани. Завец је 18. фебруара 2011. године трећи пут одбранио ИБФ титулу у полутешкој категорији против #15 рангираног Паула Делгада, поново наступајући у Арени Стожице, пред 12.000 гледалаца. Победио је техничким нокаутом у петој рунди, када је судија прекинуо борбу.

### Касна каријера
Након што је изгубио ИБФ титулу, Завец се борио још три године.
Завец је пензионисање из бокса најавио 13. марта 2016. године на конференцији за штампу којој је присуствовао словеначки председник Борут Пахор.

## Професионални боксерски мечеви
| 40 двобоја, 34 победе, 4 пораза, 0 ремија, 1 без борбе |                           |                       |               |            |                |                                                                                 |
| Рез.                                                   | Противник                 | Тип                   | Рунда         | Датум      | Локација       | Напомене                                                                        |
| Пораз                                                  | Erislandy Lara            | Уз техничку паузу     | 3 (12)        | 2015-11-25 | Hialeah        | За WBA (регуларно) и IBO титулу у полутешкој категорији                         |
| Победа                                                 | Sasha Yengoyan            | Одлуком (једногласно) | 12            | 2015-04-11 | Maribor        | Освојио титулу светског првака у полусредњој категорији по WBF                  |
| Победа                                                 | Ferenco Hafner            | Са тренутним прекидом | 7             | 2014-10-17 | Maribor        | Освојио европску титулу светског првака у полусредњој категорији по WBF         |
| Победа                                                 | Sebastien Allais          | Одлуком (једногласно) | 8             | 2013-10-19 | Leipzig        |                                                                                 |
| Пораз                                                  | Keith Thurman             | Одлуком (једногласно) | 12            | 2013-03-09 | New York       | Изгубио титулу интерконтиненталног првака у полутешкој категорији по WBO        |
| Победа                                                 | Bethuel Uushona           | Одлуком (једногласно) | 12            | 2012-03-24 | Maribor        | Освојио титулу интерконтиненталног првака у полутешкој категорији по WBO        |
| Пораз                                                  | Andre Berto               | Са тренутним прекидом | 5 (12)        | 2011-09-03 | Mississippi    | Изгубио је титулу првака света у полутешкој категорији према IBF                |
| Победа                                                 | Paul Delgado              | Са тренутним прекидом | 5 (12)        | 2011-02-18 | Arena Stožice  | Задржао IBF титулу првака у полутешкој категорији                               |
| Победа                                                 | Rafal Jackiewicz          | Одлуком (већине)      | 12            | 2010-09-04 | Arena Stožice  | Задржао IBF титулу првака у полутешкој категорији                               |
| Победа                                                 | Rodolfo Ezequiel Martinez | Са тренутним прекидом | 12 (12), 2:20 | 2010-04-09 | Hala Tivoli    | Задржао IBF титулу првака у полутешкој категорији                               |
| Победа                                                 | Isaac Hlatshwayo          | Са тренутним прекидом | 3 (12), 2:55  | 2009-12-11 | Johannesburg   | Освојио IBF титулу првака света у полутешкој категорији                         |
| Победа                                                 | Jorge Daniel Miranda      | Са прекидом           | 12            | 2009-06-19 | Maribor        |                                                                                 |
| Победа                                                 | Arek Malek                | Одлуком (једногласно) | 6             | 2009-05-15 | Magdeburg      |                                                                                 |
| Пораз                                                  | Rafal Jackiewicz          | Одлуком (већине)      | 12            | 2008-11-29 | Katowice       | За титулу у полутешкој категорији по EBU                                        |
| Победа                                                 | Marco Cattikas            | Одлуком (једногласно) | 12            | 2008-06-15 | Maribor        |                                                                                 |
| Победа                                                 | Pietro d'Alessio          | Са тренутним прекидом | 4 (8), 2:33   | 2008-01-19 | Düsseldorf     |                                                                                 |
| Победа                                                 | Albert Starikov           | Одлуком (једногласно) | 10            | 2007-10-13 | Magdeburg      |                                                                                 |
| ББ                                                     | Jorge Daniel Miranda      | ББ                    | 3 (12), 1:48  | 2007-06-12 | Maribor        | Задржао титулу интерконтиненталног првака у полутешкој категорији по WBO        |
| Победа                                                 | Nicolas Guisset           | Одлуком (једногласно) | 12            | 2007-02-17 | Magdeburg      |                                                                                 |
| Победа                                                 | Andrej Jeskin             | Са тренутним прекидом | 10 (12), 2:30 | 2006-05-23 | Ptuj           | Задржао титулу интерконтиненталног првака у полутешкој категорији по WBO        |
| Победа                                                 | Joel Mayo                 | Са тренутним прекидом | 6 (12), 1:50  | 2006-03-25 | Brandenburg    | Освојио титулу интерконтиненталног првака у полутешкој категорији по WBO        |
| Победа                                                 | Serge Vigne               | Са тренутним прекидом | 5 (8), 2:35   | 2005-10-29 | Brandenburg    |                                                                                 |
| Победа                                                 | Mihail Bojarskih          | Са тренутним прекидом | 8 (12)        | 2005-09-20 | Prague         |                                                                                 |
| Победа                                                 | Joseph Sovijus            | Са тренутним прекидом | 3 (4)         | 2005-06-18 | Pulj           |                                                                                 |
| Победа                                                 | Danilo Alcantara          | Са тренутним прекидом | 2 (6), 2:04   | 2005-04-02 | Brandenburg    |                                                                                 |
| Победа                                                 | Martins Kukulis           | Са прекидом           | 4 (6), 1:56   | 2005-01-15 | Magdeburg      |                                                                                 |
| Победа                                                 | Jurijs Boreiko            | Одлуком (већина)      | 6             | 2004-09-18 | Magdeburg      |                                                                                 |
| Победа                                                 | Arthur Nowak              | Са тренутним прекидом | 8 (10)        | 2004-07-17 | Dessau         | Освојио титулу немачког међународног шампиона у полутешкој категорији           |
| Победа                                                 | Boubacar Sidibe           | Одлуком (једногласно) | 8             | 2004-06-05 | Magdeburg      |                                                                                 |
| Победа                                                 | Viktor Baranov            | Одлуком (једногласно) | 12            | 2004-04-17 | Maribor        | Освојио је титулу интерконтиненталног шампиона у полутешкој категорији NBA лиге |
| Победа                                                 | Nikita Zajcev             | Одлуком (већина)      | 8             | 2004-02-21 | Aschersleben   |                                                                                 |
| Победа                                                 | Rozalin Nasibulin         | Са тренутним прекидом | 5 (8)         | 2003-11-29 | Brandenburg    |                                                                                 |
| Победа                                                 | Andrzej Butowicz          | Одлуком (једногласно) | 6             | 2003-10-17 | Usti nad Labem |                                                                                 |
| Победа                                                 | Leonti Vorontsuk          | Са тренутним прекидом | 2 (?), 2:44   | 2003-09-20 | Aschersleben   |                                                                                 |
| Победа                                                 | Kamel Ikene               | Са тренутним прекидом | 2 (6), 2:14   | 2003-07-05 | Aschersleben   |                                                                                 |
| Победа                                                 | Artur Drinaj              | Са тренутним прекидом | 2 (?)         | 2003-06-14 | Magdeburg      |                                                                                 |
| Победа                                                 | Nikita Zajcev             | Са тренутним прекидом | 2 (?)         | 2003-05-21 | Hradec Kralove |                                                                                 |
| Победа                                                 | Patrik Hruska             | Одлуком (једногласно) | 6             | 2003-04-25 | Magdeburg      |                                                                                 |
| Победа                                                 | Nico Salzmann             | ПТС                   | 6             | 2003-03-21 | Berlin         |                                                                                 |
| Победа                                                 | Zsolt Toth                | Са тренутним прекидом | 1 (4)         | 2003-03-01 | Aschersleben   |                                                                                 |